# Языки Комор
Официальными языками Коморских Островов (Комор) является коморский, французский и арабский. Коморский (или шикомор) относится к языкам банту и тесно связан с суахили. Это, безусловно, самый распространённый язык в стране, на котором говорят 96,6 % населения. Тем не менее, коморский ограничивается почти исключительно для устного применения. До и во время колониального периода, никакого официального признания не было предоставлено всеми коморцами. До французской колонизации арабский язык являлся языком, используемым политическими силами (султанами) и в образовании. Арабский был языком религии, торговли. В результате колонизации, в администрации и в образовании сейчас говорят на французском. Коморы являются полным членом Франкофонии и Лиги Арабских государств.

## Языки
На Коморских островах говорят всего на 6 языках: арабский, малагасийский, мвали (диалект), нгазиджа (диалект), ндзвани (диалект), французский.